# Sideline Concussion Assessment Tool
Sideline Concussion Assessment Tool (også kaldet SCAT) er et værktøj til at vurdere hjernerystelse, udviklet af Concussion in Sport Group, en gruppe af forskere under den Internationale Olympiske Komite (IOC), det internationale fodboldforbund, ishockeyforbund, rugbyforbund og rideforbund. Værktøjet blev første gang udviklet efter den første konsensuskonference om hjernerystelse i sport i 2004, og findes i øjeblikket i version 5.

## Brug
SCAT er et værktøj der skal bruges i forbindelse med den akutte fase, for at vurdere om en atlet er blevet ramt af hjernerystelse. Værktøjet består af seks forskellige afsnit:
1. Øjeblikkelig vurdering eller vurdering på bane
2. Symptomevaluering
3. Kognitiv vurdering
4. Neurologisk vurdering
5. Forsinket genkaldelse
6. Afgørelse

Hvert af disse punkter kan være med til at klarlægge om der skulle være en hjernerystelse. Det kræves dog at den udføres af medicinsk personel.

## Child SCAT
Child SCAT er et lignende værktøj, udviklet til børn under 12 år. Det fungerer på samme måde, men har nogle andre kategorier man skal igennem.

## Concussion Recognition Tool
Concussion Recognition Tool (CRT) er en forkortet udgave af SCAT-værktøjet. 